# Vitali
Vitali là thương hiệu của một hợp kim có thành phần hóa học : 60% côban, 20% crôm, 5% mô lip đen, và một lượng nhỏ các nguyên tố khác. Hợp kim vitali được sử dụng trong lĩnh vực nha khoa do chúng có trọng lượng riêng nhỏ và chống chịu được sự ăn mòn cao. Hợp kim này cũng được dùng trong một vài bộ phận của động cơ phản lực do nó có tính năng chịu được nhiệt độ cao.